# Kanadska vaterpolska reprezentacija
Kanadska vaterpolska reprezentacija predstavlja državu Kanadu u športu vaterpolu.

## Nastupi na velikim natjecanjima

### Olimpijske igre
- 1972.: 16. mjesto
- 1976.: 9. mjesto
- 1984.: 10. mjesto
- 2008.: 11. mjesto

### Svjetska prvenstva
- 1975.: 14. mjesto
- 1978.: 14. mjesto
- 1982.: 14. mjesto
- 1986.: 13. mjesto
- 1991.: 13. mjesto
- 1994.: 14. mjesto
- 1998.: 13. mjesto
- 2001.: 15. mjesto
- 2003.: 14. mjesto
- 2005.: 13. mjesto
- 2007.: 12. mjesto
- 2009.: 8. mjesto
- 2011.: 10. mjesto
- 2013.: 11. mjesto
- 2022.: odigrali jednu utakmicu u skupini, pa se povukli zbog petorice igrača zaraženih koronavirusom

### Svjetske lige
- 2005.: poluzavršni krug
- 2006.: poluzavršni krug
- 2007.: 7. mjesto
- 2008.: 6. mjesto
- 2019.: 8. mjesto

### Panameričke igre
- 1979.:  bronca
- 1983.:  bronca
- 1987.: 4. mjesto
- 1991.: 4. mjesto
- 1999.:  bronca
- 2003.:  bronca
- 2007.:  bronca
- 2011.:  srebro

## Postava naSP 2007.
Robin Randall, Constantine Kudaba, Jonathan Ruse, Kevin Mitchell, Kevin Graham, Thomas Marks, Brandon Jung, Daniel Stein, Aaron Feltham, Noah Miller, Jean Sayegh, Nathaniel Miller, Nicholas Youngblood.

Izbornik: Dragan Jovanović